# 舟歌
舟歌（ふなうた）は、ピアノのための性格的小品のひとつ。ヴェネツィアのゴンドラの舟歌を模したもので、バルカロール（フランス語: Barcarolle）、バルカローラ（イタリア語: Barcarola）、あるいはバルカローレ（Barcarole）とも呼ばれる。

## 解説
もともと船頭が舟を漕ぐのに都合の良い調子で口ずさむ歌であったと考えられ、このような民謡や労働歌としての舟歌にロシアの『ヴォルガの舟歌』、日本の『最上川舟唄』などがある。
早い例としてメンデルスゾーンの『無言歌集』における「ヴェネツィアのゴンドラの歌」(Venezianisches Gondellied)があるように、クラシック音楽における性格的小品としてのルーツはヴェネツィアのゴンドラ漕ぎの歌に由来するといわれている。その後ショパン、アントン・ルビンシテイン、フォーレ、チャイコフスキー、プッチーニ（「マランゴーナの舟歌」）、ラフマニノフらが作品を残している。とくにフォーレは生涯を通じて13曲の舟歌を作曲しているのが注目される。フォーレの作品は舟歌を1つのジャンルとして創作に取り組んだものと考えられるが、後に続く者はなく、再び散発的な作品にとどまっており、ジャンルとしては確立せず、19世紀から20世紀にかけて長く流行した性格的小品というにとどまった。またオッフェンバックのオペラ『ホフマン物語』の中の『ホフマンの舟歌』も有名である。
舟歌はおおむね6/8、9/8といった複合拍子をとり、低音部で比較的単純なリズムが繰り返されて波間をたゆたうような印象を与え、その上にメロディーが歌われる。舟歌のメロディーは多くの場合、軽やかではあるが、どこか感傷やもの悲しさを漂わせているのが通例である。チャイコフスキーのもの（ピアノ曲集『四季』より）は珍しく4/4をとっている。形式的には中間部を挟んで同じメロディーが繰り返される3部形式が多い。
その中でショパンによる作品（1846年）は、フォーレの作品とは異なり、抒情的な音楽というより、ショパンのバラードやスケルツォと同種の疑似ソナタ形式のような整った形式をもち、精緻な主題労作が施された音楽であり、舟歌の名を持つ音楽として最大規模かつ最高の佳作であろう。